# Sofa (guerrier)
Pour les articles homonymes, voir Sofa.
Sofa est un terme mandingue désignant les soldats esclaves qui ont servi dans l'armée de l'empire du Mali.
Les Sofas combattraient également, à divers titres, dans les armées des États du Mandé ultérieurs tels que les empires Bamana et Wassoulou.

## Étymologie
Le mot Sofa se traduit en français par père du cheval (so signifie cheval et fa signifie père) ou gardien du cheval. Ce terme découle de la fonction originale du Sofa en tant que gardien du cheval ou des chevaux des commandants de cavalerie mandingue appelés farari.
Solomana Kanté a suggéré que le mot Sofa était dérivé de so (ville) et fa (tueur).

## Histoire

### Sofayi dans l'empire du Mali
Les Sofas font leur première apparition dans les archives orales et écrites lors de la formation de l'empire du Mali. Les sofas étaient recrutés parmi les « jonow » (esclaves) capturés au combat ou achetés au loin. On pouvait compter sur eux dans la plupart des cas pour l'obéissance, puisque leur gagne-pain dépendait entièrement de leur maître. L'institution de l'esclavage dans l'empire du Mali récompensait fortement la loyauté, et le jonow pouvait accéder à des postes civils ou militaires de premier plan. Jonow fait partie du clan de leur maître et est souvent libéré après un certain nombre d'années.
En tant que membre du clan, les jonow devaient accompagner leurs maîtres au combat et manier son cheval et ses armes. Initialement interdit de s'engager dans une guerre directe, le Sofa a finalement constitué la majorité de l'armée d'infanterie de l'empire. En tant qu'infanterie, ils étaient armés d'arcs et de flèches par l'État ou, plus exactement, par des clans royaux dévoués à l'État.
Dans les zones forestières et marécageuses de l'empire du Mali, la cavalerie a été minimisée ou complètement abandonnée, faisant des Sofas l'instrument exclusif de la guerre. Les Sofas étaient équipés de deux carquois et leur arc était petit selon les normes européennes. Les Sofas utilisaient des poisons mortels et tiraient en arcs pour donner de la force aux flèches. Les Sofas utilisaient également des flèches enflammées, en particulier contre des fortifications.
Certains Sofas ont combattu comme cavalerie, du moins après avoir été libérés, comme Mansa Sakura qui a commencé sa carrière militaire en tant que jonow du clan Keita. Il fut libéré par Soundjata Keita, devint un commandant de cavalerie d'une certaine renommée et finit par usurper le trône du Mali.

### Sofayi dans l'empire mané de Kquoja
Au XVIe siècle, des guerriers de l'empire du Mali ont envahi ce qui est aujourd'hui la Sierra Leone et le Libéria. Cela a abouti à la création d'une fédération d'États de Mané rendant tous hommage à un seul chef dans un type d'empire appelé Kquoja en visitant les Européens. Le Mané est venu équipé des tactiques et de l'équipement de l'empire du Mali, mais a été contraint de s'appuyer presque exclusivement sur des stratégies d'infanterie sur le terrain de la jungle.
L'une des nombreuses institutions qu'ils ont apportées avec eux était celle du Sofa. Les personnes conquises ont été enrôlées dans les armées de Mané en tant que "sumbas" pour renforcer une force qui était toujours en mouvement.
A la fin du XVIIème siècle, le Mané avait conquis presque toutes les cultures indigènes. Cela a entraîné la propagation de la langue Mandé et la fin d'une seule autorité Kquoja alors que les Mané étaient absorbés dans le paysage indigène.

### Sofayi dans l'empire bamana de Ségou
Le peuple Bamana a beaucoup hérité de ses proches, les Mandingues, dans la culture civique et militaire. Ils formèrent leur propre empire en 1640, qui combla le vide laissé par les empires malien et songhaï. En 1712, l'État s'était cristallisé en un État formidable qui empruntait beaucoup dans la structure militaire de l'empire du Mali. Les Sofas étaient largement utilisés dans ses armées comme troupes d'infanterie et de soutien, ce qui a permis aux Bamana de dominer une grande partie du Mali moderne.

### Sofayi au royaume malinké du Kabadougou
Au sein du royaume, les sofayi étaient des ouvriers agricoles en complément de leur service militaire. Leur usage était répandu, constituant l'ensemble des soldats de la faama.

### Sofayi dans l'Empire wassoulou
L'institution du Sofa a survécu jusqu'à la fin du XIXe siècle chez les Dioula dans la région du Wassoulou entre les États modernes du Mali, de la Guinée et de la Côte d'Ivoire. Sous la direction de Samory Touré, les Dioula formèrent l'Empire wassoulou et défièrent avec succès les ambitions françaises en Afrique de l'Ouest jusqu'en 1898.
Les Sofas sous Samory étaient organisés en armées permanentes d'esclaves, un peu comme celles du Mali six siècles plus tôt et armées par l'État. Cependant, au lieu d'arcs et de flèches, les Sofas Wassoulou sont allés à la guerre armés de fusils modernes, qu'ils ont utilisés à bon escient contre les ennemis africains et européens.